# Teatro de la Universidad Católica (Perú)
El Teatro de la Universidad Católica (TUC) es la agrupación teatral universitaria de la Pontificia Universidad Católica de Lima, Perú.

## Historia
El teatro universitario de la Universidad Católica fue creado el 22 de junio de 1961 en Lima, Perú por la Pontificia Universidad Católica del Perú con Ricardo Blume como director y único profesor. En 1963 se crea la Escuela de Teatro (ETUC). En sus inicios funcionó en la casona Riva-Agüero y posteriormente en el edificio Camaná 956, ambos ubicados en el centro histórico de Lima. En 1991, la Escuela se convierte en una unidad académica de la Universidad. En el 2001, se traslada al campus Pando en San Miguel y se reestructura el plan de estudios. A través de los años, el TUC ha participado en numerosos festivales y encuentros internacionales en Colombia, Chile, Venezuela, Dinamarca y Finlandia, entre otros países.

## Estudios
En la ETUC se enseña la especialidad de teatro, una carrera de cinco años que conduce a la obtención del Diploma de Actor Profesional.
Sus alumnos siguen un plan de estudios donde las clases teóricas y de actuación, se complementan con talleres prácticos como los de malabarismo, taichi, técnicas de clown, folclore y danza.

## Comunidad
Entre los profesores del TUC se encuentran destacados actores peruanos, en su mayoría egresados de la Escuela. Algunos de ellos son: Gianfranco Brero, Gustavo Bueno, Alberto Ísola, Alfredo Bushby, Denisse Dibós, Mónica Sánchez, Karina Jordán, Stephany Orúe, Mirella Carbone, Luis Peirano, Bruno Odar, Jorge Chiarella, Sergio Galliani, Marisol Palacios, Alberick García, Mateo Chiarella, Julia Thays, Brigitte Jouannet, Alfonso Dibós, Alana La Madrid, Tatiana Espinoza, entre otras figuras del medio actoral.

## Obras teatrales
| Año  | Obra                                                                               | Autor                             | Director                             |
| 1961 | Tristán e Isolda                                                                   | León Felipe                       | Ricardo Blume                        |
| 1961 | La tinaja                                                                          | Luigi Pirandello                  | Ricardo Blume                        |
| 1962 | Auto del magná                                                                     | Anónimo español siglo XI          | Ricardo Blume                        |
| 1962 | Paso primero                                                                       | Lope de Rueda                     | Ricardo Blume                        |
| 1962 | Los habladores                                                                     | Miguel de Cervantes               | Ricardo Blume                        |
| 1962 | La siega                                                                           | Lope de Vega                      | Ricardo Blume                        |
| 1963 | Los empeños de una casa                                                            | Sor Juana Inés de la Cruz         | Ricardo Blume                        |
| 1963 | La verdad sospechosa                                                               | Juan Luis de Alarcón              | Ricardo Blume                        |
| 1964 | El servidor de dos amos                                                            | Carlo Goldoni                     | Ricardo Blume                        |
| 1965 | Auto de la pasión                                                                  | Lucas Fernández                   | Ricardo Blume                        |
| 1965 | Pasos, voces, alguien                                                              | Julio Ortega                      | Ricardo Blume                        |
| 1966 | Las bizarrías de Belisa                                                            | Lope de Vega                      | Ricardo Blume                        |
| 1967 | La señorita Canario                                                                | Sarina Helfgott                   | Ricardo Blume                        |
| 1967 | Historias para ser contadas                                                        | Oswaldo Dragún                    | Ricardo Blume                        |
| 1968 | El centroforward murió al amanecer                                                 | Agustín Cuzzani                   | Ricardo Blume                        |
| 1969 | Vietnam                                                                            | Peter Schumann                    | Marco Leclére                        |
| 1969 | Los dos verdugos                                                                   | Fernando de Arrabal               | Marco Leclère                        |
| 1970 | Peligro a 50 metros                                                                | José Pineda y Alejandro Sieveking | Luis Peirano                         |
| 1970 | Los cachorros                                                                      | Mario Vargas Llosa                | Alonso Alegría                       |
| 1971 | Escorial-Antiescorial                                                              | Michel de Ghelderot               | Marco Leclère                        |
| 1971 | Un hombre es un hombre                                                             | Bertolt Brecht                    | Luis Peirano                         |
| 1972 | A la diestra de Dios                                                               | Enrique Buenaventura              | Gustavo Bueno                        |
| 1972 | De cómo el señor Mockimpott consiguió liberarse de sus padecimientos               | Peter Weiss                       | Clara Izurieta                       |
| 1972 | Santa Juana de los Mataderos                                                       | Bertolt Brecht                    | Jorge Guerra                         |
| 1974 | Libertad Libertad                                                                  | Flavio Rangel y Miller Fernández  | Arturo Nolte                         |
| 1974 | Teatro de ayer y hoy                                                               | Autores varios                    | Joaquín Vargas                       |
| 1975 | Los fusiles de la madre Carrar                                                     | Bertolt Brecht                    | Jorge Guerra                         |
| 1976 | Pequeños animales abatidos                                                         | Alejandro Sieveking               | Edgar Saba                           |
| 1976 | Érase una vez un rey                                                               | Creación colectiva                |                                      |
| 1976 | La panadería                                                                       | Manfred Karge y Mathias Langhoff  | Jorge Guerra                         |
| 1977 | El Tartufo                                                                         | Molière                           | Jorge Guerra                         |
| 1977 | La excepción y la regla                                                            | Bertolt Brecht                    | Marcelino Duffau                     |
| 1978 | Electra                                                                            | Sófocles                          | Juan Pedro Laurie                    |
| 1978 | Los calzones                                                                       | Carl Stenheim                     | Luis Peirano                         |
| 1979 | La gaviota                                                                         | Antón Chéjov                      | Alberto Ísola                        |
| 1980 | Ubú Presidente                                                                     | Juan Larco                        | Luis Peirano                         |
| 1981 | El círculo de tiza caucasiano                                                      | Bertolt Brecht                    | Alicia Saco                          |
| 1982 | Misterio bufo                                                                      | Darío Fo                          | Silvio De Ferrari                    |
| 1983 | Las tres hermanas                                                                  | Antón Chéjov                      | Joaquín Vargas                       |
| 1984 | Para Elisa                                                                         | Román Chalbaud                    | José E. Mavila                       |
| 1986 | El burlador de Sevilla                                                             | Tirso de Molina                   | Alfonso Santistevan                  |
| 1987 | Santiago                                                                           | Creación colectiva                | Mary Ann Vargas                      |
| 1988 | Los Bandidos                                                                       | Frederik Schiller                 | Alfonso Santistevan                  |
| 1990 | Hércules y el Establo de Augias                                                    | Fiedrich Durrenmatt               | Luis Ramírez                         |
| 1990 | Julio César                                                                        | William Shakeaspeare              | Alfonso Santistevan                  |
| 1991 | Sonata de los Espectros                                                            | August Strindberg                 | José Carlos Urteaga                  |
| 1991 | Así que pasen cinco años                                                           | Federico García Lorca             | Luis Felipe Ormeño y Germán Calderón |
| 1992 | Lisistrata                                                                         | Aristonfanes                      | José Carlos Urteaga                  |
| 1992 | El gorro de cascabeles                                                             | Luigi Pirandello                  | José Enrique Mavila                  |
| 1992 | La Vida es Sueño                                                                   | Pedro Calderón de la Barca        | Alfonso Santisteván                  |
| 1993 | Yerma                                                                              | Federico García Lorca             | Luis Ramírez                         |
| 1993 | Edmond                                                                             | David Mamet                       | José E. Mavila                       |
| 1994 | Noche de Reyes                                                                     | William Shakespeare               | Mario Delgado                        |
| 2000 | Troilo y Crésida                                                                   | William Shakespeare               | Mario Delgado                        |
| 2001 | La cantante calva                                                                  | Eugene Ionesco                    | José Carlos Urteaga                  |
| 2002 | Las manos sucias                                                                   | Jean-Paul Sartre                  | Jorge Chiarella Krüger               |
| 2002 | Largo Desolato                                                                     | Václav Havel                      | Mateo Chiarella Viale                |
| 2002 | Ombre ¡Pote! algunos capítulos perdidos y recuperados de la descripción del hombre | Jacques Rebotier                  | Jacques Rebotier                     |
| 2003 | La Celestina                                                                       | Fernando de Rojas                 | Ruth Escudero                        |
| 2003 | El gran teatrito del hombre                                                        | Jacques Rebotier                  | Jacques Rebotier                     |
| 2004 | Historia de un gol peruano                                                         | Alfredo Bushby                    | Luis Peirano                         |
| 2004 | El último barco                                                                    | César de María                    | Alberto Ísola                        |
| 2004 | Vino, bate y chocolate                                                             | Mariana de Althaus                | Marisol Palacios                     |
| 2005 | Music Hall                                                                         | Jean-Luc Lagarce                  | Francois Berreur                     |
| 2005 | Aprendiendo con OSINERG                                                            | Wendy Ramos                       | Ruth Escudero                        |
| 2006 | Palmadas y palmazos, Narración teatralizada de tradiciones de Ricardo Palma        | Alicia Saco                       | Alicia Saco                          |